# Traian Găiseanu
Traian Găiseanu (n. 4 octombrie 1862 - d. ?) a fost unul dintre generalii Armatei României din Primul Război Mondial.
A îndeplinit funcția de comandant de divizie în campania anului 1916.

## Cariera militară
După absolvirea școlii militare de ofițeri cu gradul de sublocotenent, Traian Găiseanu ocupat diferite poziții în cadrul unităților de artilerie sau în eșaloanele superioare ale armatei, cele mai importante fiind cele de comandant al Brigăzii 9 Artilerie, șef de stat major al Corpului V Armată sau comandant al Comandamentului Trupelor Destinate Locurilor Întărite.
În perioada Primului Război Mondial a îndeplinit funcția de comandant al Diviziei 12 Infanterie, în perioada 14/27 august - 24 decembrie 1916/7 ianuarie 1917.

## Decorații
- Ordinul „Steaua României”, în grad de ofițer (1915)
- Ordinul „Coroana României”, în grad de ofițer (1912)
- Medalia „Virtutea Militară”, cu însemne de război (1905)[1]:p. 341